# 포르쉐 996

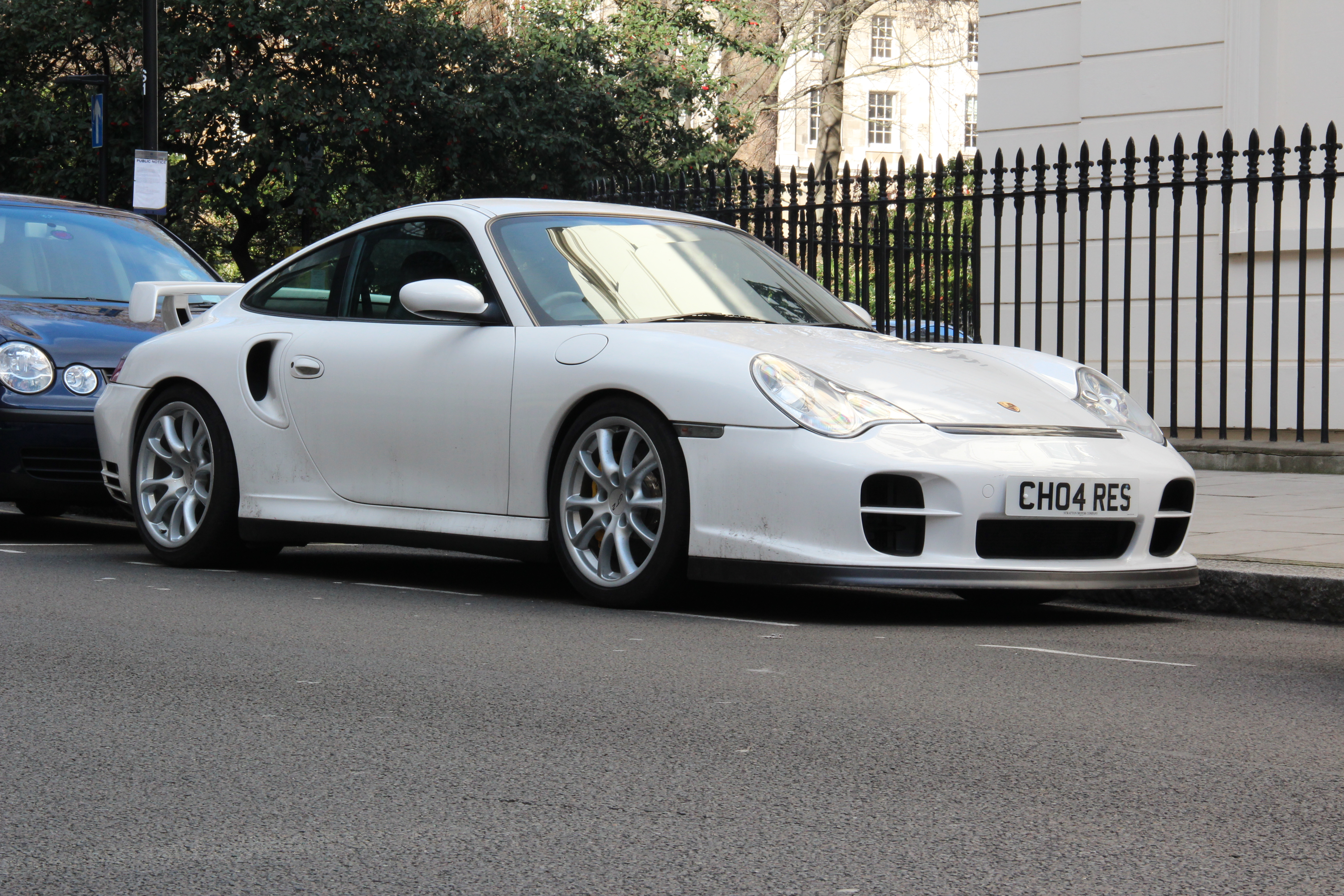
포르쉐 996 GT2

포르쉐 996(Porsche 996)은 독일의 자동차 제조사 포르쉐가 1997년부터 2006년까지 제조한 포르쉐 911 모델의 내부 표기이다. 2004년에 포르쉐 997로 대체되었지만 터보 S, GT2, GT3 모델의 높은 성능으로 인해 2006년까지 생산이 계속되었다.

## 생산 대수
생산 대수는 다음과 같다.
| 연도  | 생산 대수 (단위: 대) |
| ----- | -------------------- |
| 1997  | 14                   |
| 1998  | 9,248                |
| 1999  | 28,040               |
| 2000  | 20,979               |
| 2001  | 27,275               |
| 2002  | 33,013               |
| 2003  | 29,536               |
| 2004  | 23,145               |
| 2005  | 4,012                |
| Total | 175,262              |

## 같이 보기
- 포르쉐 911